# Snoopy (popgroep)
Snoopy was een Nederlands meidenduo dat vrolijke Caribische popmuziek bracht.

## Achtergrond
Het duo werd gevormd in 1978 door Han Meijer. Snoopy bestond uit Ethel Mezas en Florence Woerdings. Florence Woerdings verliet Snoopy in 1979. Haar plaats werd ingenomen door Maureen Seedorf. Het duo stopte in 1980.
Ze brachten slechts één album uit. De productie was grotendeels in handen van Jaap Eggermont die begin jaren tachtig internationaal veel succes boekte met het project Stars on 45.

## Hitsucces
In 1978 had Snoopy met No Time for a Tango zijn eerste hit. Daarna volgde nog It's All in the Bible dat qua geluid (beat en instrument keuzes) wat gelijkenis heeft met de hit Ma Baker van Boney M. . De volgende singles, Rain, Snow & Ice en Honolulu, deden niet veel meer in de hitparades. 
Het succes bleef niet beperkt tot Nederland. No Time for a Tango bereikte in Duitsland #7 en stond totaal 20 weken in die Hitparade. Het wist daarnaast ook nog eens redelijke posities in de hitlijsten van Oostenrijk, Zwitserland en België te bereiken. It's all in the Bible bereikte in België #9 in de Ultra Top 50.
Of en hoe succesvol Snoopy was in de hitlijsten van Spanje en mogelijk ook nog in andere landen geeft bijvoorbeeld de website van Dutchcharts niet aan. Maar met een optreden van negen minuten (een compilatie van drie nummers) in een populaire Spaanse muziekshow voor omroep Rtve ligt het voor de hand dat ze daar ver verwijderd waren van onbekend.

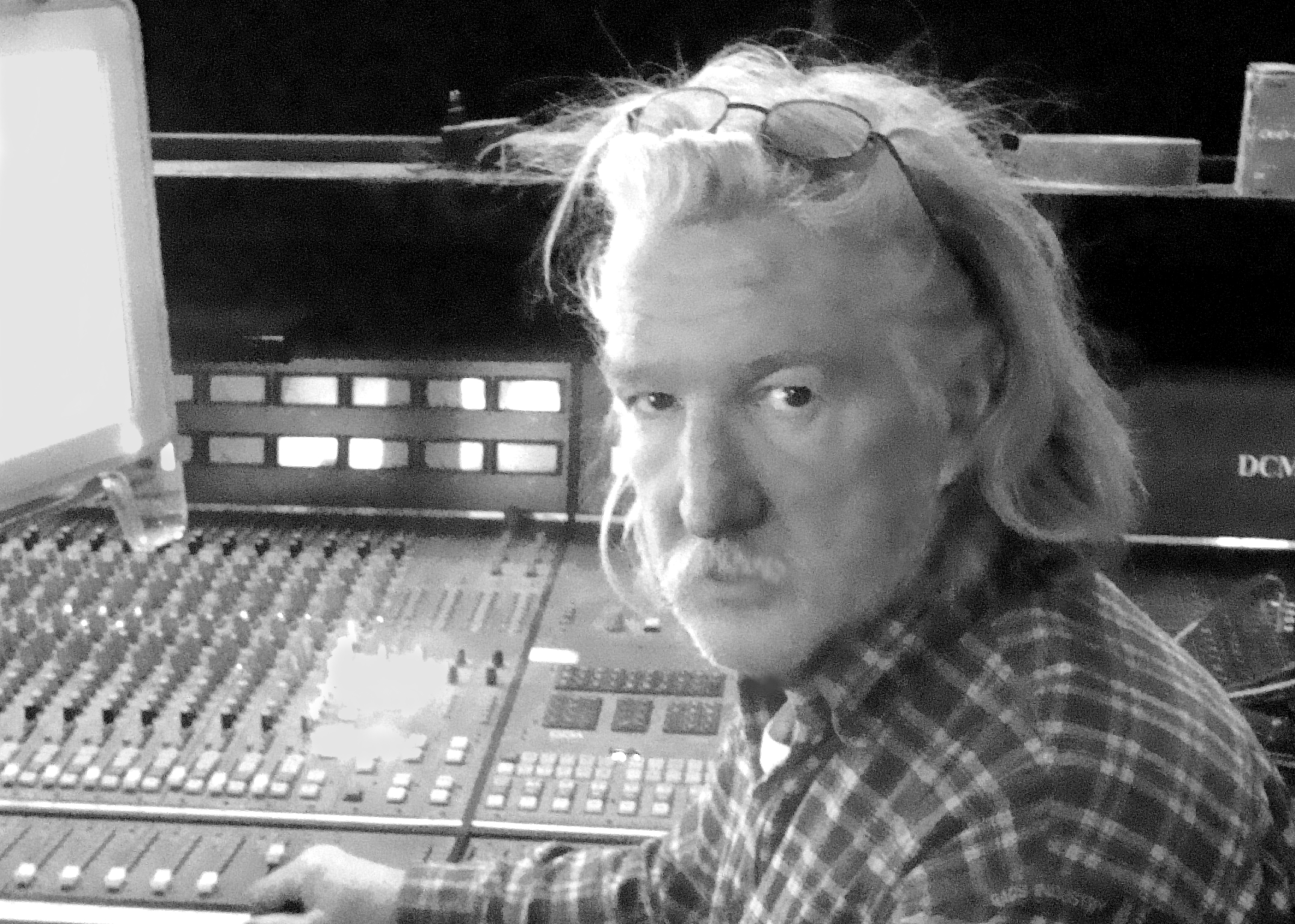
muziekproducent Jaap Eggermont produceerde tien Snoopy nummers uit een totaal van twaalf

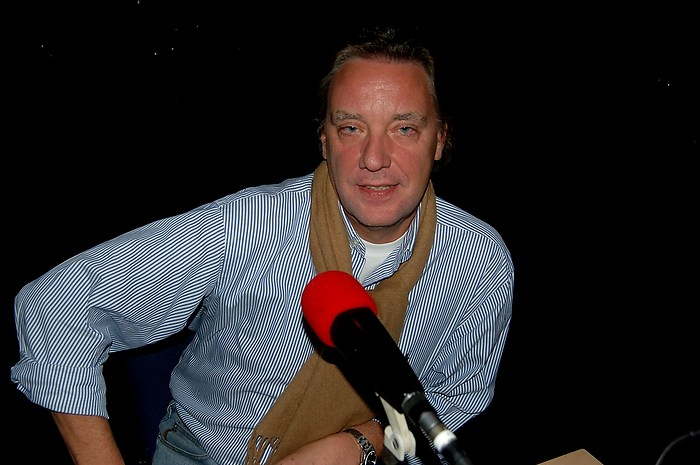
drummer en radiopresentator Jan Rietman produceerde twee Snoopy tracks

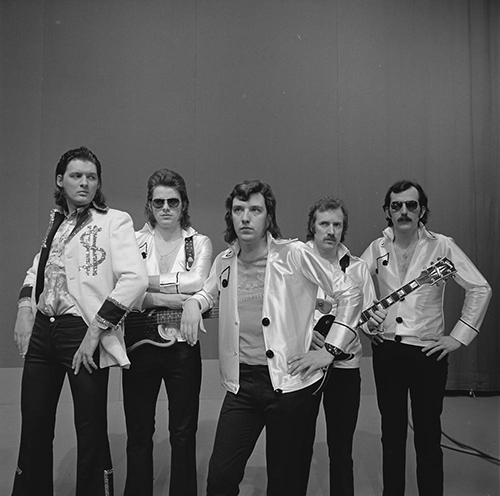
Arnie Treffers (eerste van links) van Long Tall Ernie & the Shakers was mede-componist voor het nummer Its all in the Bible

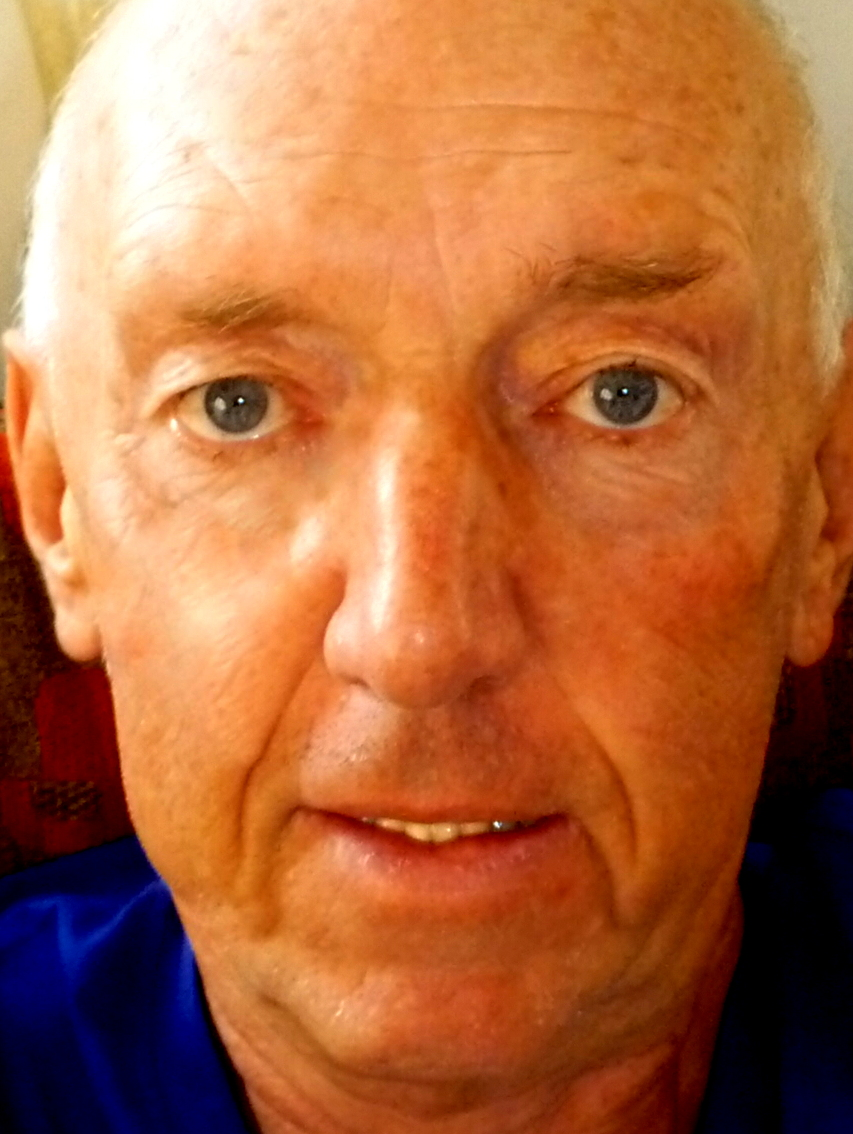
Han Meijer, de man die Snoopy oprichtte en onder pseudoniem Reyem mede-componist was voor drie Snoopy nummers

## Na Snoopy solo singles voor Florence en Maureen
Al in 1980 kwam er een solo single uit van Florence Woerdings en in 1982 van Maureen Seedorf.
De solo single van Woerdings, My Island, werd uitgebracht door Mercury en gelanceerd onder de artiestennaam Flory Lee.
De solo singel van Seedorf, Save me, werd uitgebracht door WEA en voor de lancering werd alleen haar voornaam, Maureen gebruikt.
In 1980 vormde Seedorf met Joe Born een duet voor het nummer Givin' It Up wat uitgebracht was door RCA Victor.
Van Mezas zijn via bijvoorbeeld Discogs latere uitgaven niet te achterhalen.

## Discografie

### Albums

#### Snoopy (1980)[1]productie: Jaap Eggermont (uitgezonderd[10])
- It's All In The Bible
- Down The Bayou [10]
- Rain, Snow And Ice
- Honolulu
- Dr. Jones
- My Sister Does The Cha Cha
- No Time For A Tango
- I'm Sorry
- Shame And Scandal In The Family
- Stoned In Love [10]
- Mammy Said Yes, Daddy Said No
- Snoopy Reggae

### Singles
| jaar | titel                  | B-kant                      | Nederlandse Top 40 | Nationale Hitparade | Opmerkingen  |
| ---- | ---------------------- | --------------------------- | ------------------ | ------------------- | ------------ |
| 1978 | No Time for a Tango    | Snoopy Reggae               | #21                | #17                 |              |
| 1979 | Honolulu               | My Sister Does the Chacha   |                    |                     |              |
| 1979 | It's All in the Bible* | Mama Said Yes Daddy Said No | #10                | #10                 | *Alarmschijf |
| 1980 | Rain Snow And Ice      | Wintertime                  | #34                | #24                 |              |